# Kionga
Kionga (ros. Кёнга) – rzeka w azjatyckiej części Rosji. Przepływa przez rejon bakczarski i parabielski w obwodzie tomskim. Źródła na Błotach Wasiugańskich. Po połączeniu z rzeką Czuzik tworzy rzekę Parabiel.
Długość – 498 km, powierzchnia zlewni – 8 570 km², średni przepływ 23,6 m³/s.
Dopływy: Nierszo, Murzia, Makarowka, Ponżenak, Bolszaja Nieńga, Jemielicz, Puża.
Miejscowości nad rzeką: Kionga (wieś), Centralnyj, Ust-Czuzik.